# Vanya Dermendzhieva
Vanya Dermendzhieva (cirílico:Ваня Дерменджиева) (Haskovo, 3 de dezembro de 1958) é uma ex-basquetebolista búlgara que conquistou a Medalha de Prata disputada nos XXII Jogos Olímpicos de Verão realizados em 1980 na cidade de Moscovo, União Soviética.